# Eucaride
Eucaride (in greco antico: Εὔχαρις?, Éucharis; in latino Eucharis; ... – I secolo a.C.) è stata una danzatrice greca antica morta all'età di 14 anni.
Di lei si ricorda l'epigramma sul monumento funebre (inciso negli Illustrium imagines di Fulvio Orsini), da alcuni considerato il «miglior componimento della poesia latina». Così recita:
(Carmina latina epigraphica 55)